# Michelle Uhrig
Michelle Uhrig (Berlijn, 20 januari 1996) is een Duits langebaanschaatsster.
Uhrig begon in haar jeugd met kunstrijden. In 2007 stapte ze over op de langebaan. In november 2017 maakte ze haar wereldbekerdebuut in Thialf, Heerenveen. In januari 2018 debuteerde ze op het EK Afstanden waar ze brons won op de ploegenachtervolging. In februari dat jaar nam ze - met koorts - deel aan de Olympische Winterspelen in Pyeongchang op de 1000 meter en de ploegenachtervolging. Tevens behaalde ze brons op het eerste EK Afstanden op het onderdeel ploegenachtervolging met Gabriele Hirschbichler en Roxanne Dufter.

## Persoonlijke records[4]
| Afstand    | Tijd    | Datum            | Baan           |
| ---------- | ------- | ---------------- | -------------- |
| 500 meter  | 40,15   | 1 maart 2024     | Erfurt         |
| 1000 meter | 1.16,76 | 9 november 2019  | Inzell         |
| 1500 meter | 1.58,13 | 5 december 2021  | Salt Lake City |
| 3000 meter | 4.08,27 | 10 december 2017 | Salt Lake City |
| 5000 meter | 7.20,46 | 6 december 2019  | Nur-Sultan     |

(laatst bijgewerkt: 2 maart 2024)

## Resultaten
| Jaar | EK Allround             | WK Afstanden                              | Olympische Spelen           | WK Junioren                            |
| ---- | ----------------------- | ----------------------------------------- | --------------------------- | -------------------------------------- |
| 2014 |                         |                                           |                             | 27e 1500m 19e 3000m                    |
| 2015 |                         |                                           |                             | 10e (33e, 13e, 14e, 12e) 6e massastart |
|      |                         |                                           |                             |                                        |
| 2018 |                         |                                           | 31e 1000m                   |                                        |
| 2019 | NC15 (14e, 16e, 14e, -) |                                           |                             |                                        |
| 2020 |                         | 21e massastart                            |                             |                                        |
|      |                         |                                           |                             |                                        |
| 2022 |                         |                                           | 25e 1500m HF 11e massastart |                                        |
| 2023 | 8e (8e, 8e, 7e, 8e)     | 19e 3000m 14e massastart 7e achtervolging |                             |                                        |
| 2024 |                         | HF 9 massastart 6e teamsprint             |                             |                                        |
| 2025 |                         | 12e massastart                            |                             |                                        |

(#, #, #, #) = afstandspositie op juniorentoernooi (500m, 1500m, 1000m, 3000m).

## Privé
Uhrig werkt sinds september 2019 bij de Bundespolizei van Bad Endorf,  nadat ze daar de Bundespolizeisportschule heeft doorlopen.